# Vámosoroszi, Szabolcs-Szatmár-Bereg
Vámosoroszi  este un sat în districtul Fehérgyarmat, județul Szabolcs-Szatmár-Bereg, Ungaria, având o populație de 525 de locuitori (2011). 

## Demografie
Componența etnică a satului Vámosoroszi
     Maghiari (85,13%)
     Romi (14,87%)
Componența confesională a satului Vámosoroszi
     Reformați (67,43%)
     Greco-catolici (2,29%)
     Romano-catolici (1,71%)
     Necunoscută (27,24%)
     Alte religii (2,48%)
Conform recensământului din 2011, satul Vámosoroszi avea 525 de locuitori. Din punct de vedere etnic, majoritatea locuitorilor (85,13%) erau maghiari, cu o minoritate de romi (14,87%).  Din punct de vedere confesional, majoritatea locuitorilor (67,43%) erau reformați, existând și minorități de greco-catolici (2,29%) și romano-catolici (1,71%). Pentru 27,24% din locuitori nu este cunoscută apartenența confesională.